# 3437 Kapitsa
3437 Kapitsa è un asteroide della fascia principale. Scoperto nel 1982, presenta un'orbita caratterizzata da un semiasse maggiore pari a 2,2716223 UA e da un'eccentricità di 0,0752215, inclinata di 3,93992° rispetto all'eclittica. L'asteroide è dedicato a Pëtr Leonidovič Kapica, vincitore del Premio Nobel per la fisica nel 1978 .